# Jenő Rittich
Jenő Rittich   (Aradul Nou, 13 de gener de 1889 - Kelowna, 24 de desembre de 1961) va ser un gimnasta artístic hongarès que va competir a començament del segle xx.
El 1912 va prendre part en els Jocs Olímpics d'Estocolm, on va guanyar la medalla de plata en la prova del concurs complet per equips del programa de gimnàstica.